# Bundeszeichen
Ein Bundeszeichen ist ein Symbol, das an einen Bundesschluss bzw. einen gemeinsam geleisteten Eid oder Schwur erinnert.
Bundeszeichen spielen zum einen in bündisch organisierten Gruppen eine Rolle, z. B. in Freimaurerbünden, bei den Pfadfindern und in Studentenverbindungen.
Eine andere Form von Bundeszeichen findet sich in den Religionen. So ist im Judentum die Beschneidung ein Bundeszeichen zwischen Gott und Israel. Nach der jüdisch-christlichen Überlieferung ist der Regenbogen ein Bundeszeichen zwischen Gott und allen von ihm geschaffenen Lebewesen. Vergleichbares gibt es auch in anderen Religionen.
Im privaten Umfeld finden sich Bundeszeichen beim Eheschluss in Form des Eherings.

## Spezielle Bundeszeichen
- Bundeszeichen (Studentenverbindung)